# Junodia strigipennis
Junodia strigipennis es una especie de mantis de la familia Hymenopodidae.

## Distribución geográfica
Se encuentra en Etiopía, Mozambique, KwaZulu-Natal, Tanzania y Zimbabue.